# Allyene
Allyene (arabiska: عليين) är en landskommun i Marocko. Den ligger i prefekturen M'Diq-Fnideq och regionen Tanger-Tétouan-Al Hoceïma, 230 km nordost om huvudstaden Rabat. Antalet invånare var 6 583 vid folkräkningen 2014.